# Sardel obecná
Sardel obecná (Engraulis encrasicolus) je mořská rybka z čeledi sardelovitých žijící v Atlantiku, Středozemním a Černém moři.

## Popis

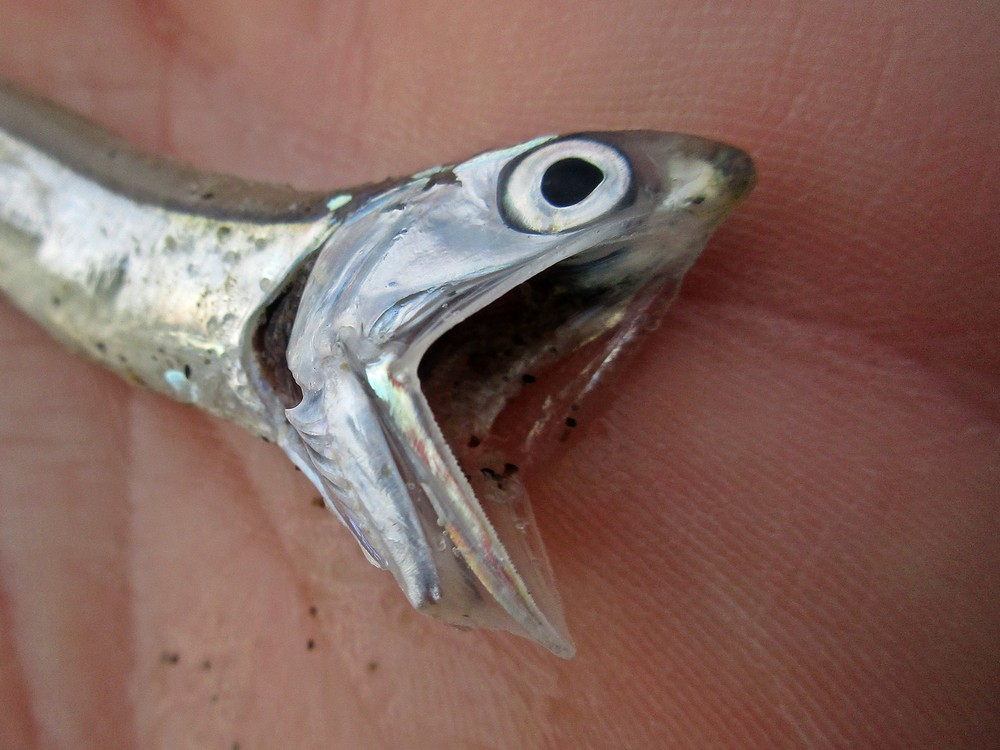
Široká ústa sardele obecné

Dospělí jedinci dorůstají obvykle délky 10–15 cm, nicméně někteří z nich mohou dosahovat délky až 20 cm. Mají protáhlé, úzké a zploštělé tělo, jehož boky jsou pokryty cykloidními šupinami stříbrné barvy, hřbet je naopak modrozelený. Podél těla se někdy táhne pruh kovové barvy.
Horní čelist je špičatá a podlouhlá, tudíž zcela přesahuje úzkou čelist dolní. Ústa jsou na velikost této ryby poměrně velká a široká. Počet ploutevních paprsků na hřbetní ploutvi se pohybuje kolem 15–18, u řitní 20–26.
Hlavní potravou těchto ryb jsou planktonoví korýši. Migrace sardelí se dá dobře odhadnout právě díky planktonu a závisí na jeho množství.

## Význam
Sardel obecná je významná hospodářská ryba. V kuchyni je známá jako delikatesa pod názvem ančovičky. Používají se v rostlinném oleji ve formě filetů či oček s kapary. V obchodní síti jsou nejčastěji prodávány pod názvem sardelová očka.